# Instrucciones de Serov
Las llamadas instrucciones de Serov (título completo: Sobre el procedimiento para llevar a cabo la deportación de elementos antisoviéticos de Lituania, Letonia y Estonia) fue un documento secreto sin fecha, firmado por el general Iván Serov, vicejefe del NKVD de la Unión Soviética. Las instrucciones detallaban procedimientos sobre cómo llevar a cabo las deportaciones masivas a Siberia del 13 al 14 de junio de 1941 en las Repúblicas bálticas durante la primera ocupación soviética de 1940-1941.
Las instrucciones especificaban que las deportaciones se realizarían en secreto, en silencio y con la mayor rapidez posible. Las familias se limitaron a tomar sólo hasta cien kilogramos de sus pertenencias (ropa, comida, utensilios de cocina). Los cabezas de familias fueron enviados al Gulag, mientras que otros miembros fueron transportados a asentamientos forzados en áreas remotas de la Unión Soviética.

## Datación y confusión
Aunque el documento original no está fechado, las fuentes proporcionan varias fechas que van desde el 11 de octubre de 1939 al 21 de enero de 1941. Sin embargo, el NKGB fue creado el 3 de febrero de 1941 y por lo tanto no podía emitir documentos antes de esa fecha. Una copia de las instrucciones, encontradas en Šiauliai, tenía un sello que el documento fue recibido el 7 de junio. Por lo tanto, las instrucciones debieron ser escritas en algún momento entre febrero y junio de 1941. 
Las instrucciones de Serov se confunden a menudo con la Orden 1223 del NKVD, un documento completamente diferente firmado por Lavrenti Beria el 11 de octubre de 1939. La Orden fue preparada por el Comisariado del Pueblo para Asuntos Internos (NKVD) y enumeró varios grupos de personas (anticomunistas, antiguos militares o policías, grandes terratenientes, industriales, etc.) que serían objeto de las estructuras de seguridad soviéticas según el Artículo 58 (Código Penal de la RSFS de Rusia). Las instrucciones de Serov originales no tienen fecha ni número. La confusión posiblemente se origina en el Tercer Informe Provisional del Comité Selecto de Estados Unidos para investigar la incorporación de los Estados Bálticos en la Unión Soviética, que publicó el texto íntegro de las Instrucciones bajo un título engañoso como Orden n.º 001223.